# Bideren
Pour les articles homonymes, voir Bideren.
Bideren est une ancienne commune française du département des Pyrénées-Atlantiques. Le 18 avril 1842, la commune fusionne avec Autevielle et Saint-Martin pour former la nouvelle commune de Autevielle-Saint-Martin-Bideren.

## Géographie
Le village fait partie du Lauhire.

## Toponymie
Le toponyme Bideren apparaît sous les formes 
Lo pont de Bideren (1342, chapitre de Bayonne), 
Videren (1385, censier de Béarn), 
Saint-Jacques de Biderein (1674, insinuations du diocèse d'Oloron), 
Bidezen (1793 ou an II) et 
Bidéren (1863, dictionnaire topographique Béarn-Pays basque).
Son nom béarnais est Vidèren.

## Démographie
Paul Raymond note qu'en 1385, Bideren comptait huit feux et dépendait du bailliage de Sauveterre.
| 1793 | 1800 | 1806 | 1821 | 1831 | 1836 |
| ---- | ---- | ---- | ---- | ---- | ---- |
| 93   | 96   | 97   | 100  | 98   | 108  |

## Pour approfondir